# Suore francescane missionarie di Cristo Re
Le Suore francescane missionarie di Cristo Re (in inglese Franciscan Missionaries Sisters of Christ the King; sigla F.M.C.K.) sono un istituto religioso femminile di diritto pontificio.

## Storia

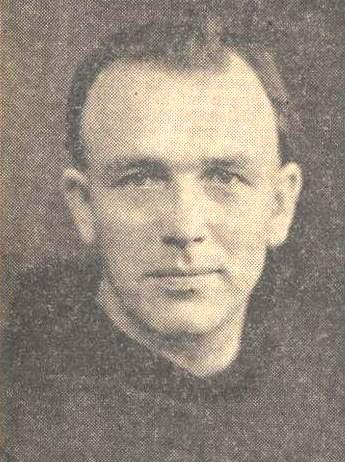
Salesius Lemmens, fondatore della congregazione

La congregazione fu fondata a Karachi dal francescano olandese Salesius Lemmens, superiore ecclesiastico della missione di Sindh, insieme con Bridget Bibiana Sequeira.
Suor Bridget aveva abbandonato il suo lavoro di insegnante presso la scuola superiore "St. Patrick" di Karachi per aprire una scuola primaria per i figli dei baraccati nella periferia povera della città e, quando i francescani assunsero la cura pastorale della missione, accettò di collaborare con padre Lemmens alla fondazione di una congregazione di religiose locali che si occupasse dei bisogni della missione.
L'11 agosto 1937 sei giovani donne guidate da suor Bridget si riunirono in una casa presa in affitto e diedero inizio alla vita comunitaria: i voti temporanei furono emessi il 16 luglio 1939, quelli perpetui il 16 luglio 1944. Le suore presero come abito religioso un sari bianco con un bordo di tre linee rosse.
La congregazione fu aggregata all'Ordine dei Frati Minori il 23 febbraio 1939.
L'istituto conobbe una rapida espansione, anche dopo la divisione del territorio dove operava tra India e Pakistan, che pure causò problemi alle religiose a causa della difficoltà delle comunicazioni e degli spostamenti.
Dopo la prematura morte di Lemmens, annegato nel 1942, la direzione della comunità fu assunta dal suo successore Alcuino van Miltenburg, poi arcivescovo di Karachi; madre Bridget rimase superiora generale fino al 1956.

## Attività e diffusione
Le suore si dedicano all'apostolato missionario mediante l'istruzione e l'educazione cristiana della gioventù e la cura dei poveri: lavorano in scuole, ospedali, case di maternità, dispensari e ricoveri per anziani poveri. La spiritualità dell'istituto è quella francescana, con una particolare devozione alla regalità di Cristo.
Oltre che in Pakistan, la congregazione opera in India e in Sri Lanka; La sede generalizia è presso il Convent of Our Lady of the Angels di Goa.
Alla fine del 2015 la congregazione contava 237 religiose in 52 case.